# Gilla-Aldan
Gilla-Aldan († zwischen 1151 und 1154) war ein schottischer Geistlicher. Ab spätestens 1128 war er Bischof von Galloway.
Dem Namen nach stammte Gilla-Aldan aus dem im 12. Jahrhundert noch keltisch geprägten Galloway in Südwestschottland. Während Gilla allerdings ein gälischer Name ist, deutet Aldan auf eine angelsächsische Verbindung hin, wahrscheinlich auf Bischof Aldhun von Durham. Im Dezember 1128 ordnete Papst Honorius II. an, dass ein namentlich nicht genannter Bischof von Whithorn seine Wahl durch Erzbischof Thurstan von York überprüfen und sich von ihm zum Bischof weihen lassen solle. Eine weitere Urkunde bezeugt, dass Bischof Gilla-Aldan Erzbischof Thurstan als Metropoliten Gehorsam gelobte, wahrscheinlich vor Beginn der Anarchy 1137. Damit war Gilla-Aldan der erste bekannte Bischof von Whithorn seit dem um 833 erwähnten Heathored. Unklar ist allerdings, wer die Wahl und Weihe eines neuen Bischofs veranlasst hatte. Möglicherweise ging dies auf den schottischen König David I. zurück, der die Bistümer in seinem Reich reorganisierte. Nach einer anderen Theorie ging die Wahl auf Fergus zurück, den ersten bekannten Lord of Galloway, der für das Gebiet seiner jungen Herrschaft ein eigenes Bistum schaffen wollte. Vielleicht war Erzbischof Thurstan selbst der Urheber der Wahl von Gilla-Aldan. Er errichtete ein neues Suffraganbistum, um damit seine Stellung als Metropolit neben dem Erzbischof von Canterbury zu festigen. Nach anderen Angaben wurde Gilla-Aldan sogar bereits um 1125 als Bischof eingesetzt.
Über Gilla-Aldans weitere Tätigkeit als Bischof ist nur wenig bekannt, obwohl in diese Zeit die Bildung von Pfarreien, die Einsetzung von Weltgeistlichen und die Entstehung einer Organisation der Diözese Galloway fiel. Gilla-Aldans Todesjahr ist unbekannt. 1151 wurde er noch aufgefordert, dem neuen Erzbischof Henry Murdac den Gehorsamseid zu leisten. Sein Nachfolger wurde 1154 als Bischof eingesetzt.